# Polychoa flavibasis
Polychoa flavibasis är en fjärilsart som beskrevs av Rothschild 1917. Polychoa flavibasis ingår i släktet Polychoa och familjen tandspinnare. Inga underarter finns listade i Catalogue of Life.